# سبايكي 2 (مسلسل)
سبايكي 2 هو مسلسل من إخراج محمد كمر وتاليف فاضل البغدادي بطولة نجوم الكوميديا العراقية رزاق أحمد ناريمان الصابوري وقاسم السيد وعلي فرحان وفضلي الجبوري من إنتاج قناة السومرية 2012.